# Ilja Muromiec (powieść)
Ilja Muromiec – powieść poetycka Antoniego Langego wydana w 1916 w Warszawie. Oparta jest na historii Ilji Muromca, pojawiającego się w mitologii ukraińskiej bohatera bylinnego z XIII wieku.
Utwór napisany został wierszem białym (dziesięciozgłoskowcem) ze stylizacją na słowiańską gawędę, składa się z ośmiu krótkich rozdziałów. Ważnym elementem powieści jest kreacja Muromca jako nietzscheańskiego nadczłowieka, który prawdziwej mocy uświadcza dopiero dzięki lekturze Ewangelii, Apokalipsy św. Jana oraz doświadczeniu swojej słabości wobec Boga.

## Streszczenie
Ilja Muromiec, rodowity z wsi Karaczejewa, czuje niemoc od nadmiaru mocy, wobec czego skazany jest na wieczny sen w górskim odludziu. Sytuacja zmienia się kiedy przybywają do niego święte kaleki - Jezus Chrystus, święty Piotr i święty Paweł, którzy nakłaniają go, aby znów poczuł w sobie potęgę ducha i na nowo wsławił Ruś bohaterskimi czynami. Ich kazanie okazało się mieć zbawienny wpływ na Ilję. Bohater - podziękowawszy Bogu za odzyskane siły - wyruszył do Moskwy by tam służyć na grodzie Iwana. Iwan i Muromiec to w powieści dwa typy filozoficzne: pierwszy reprezentuje postawę typową dla poglądów Machiavellego i Schopenhauera (chęć zagarnięcia jak największej ilości ziem), drugi natomiast to nietzscheański nadczłowiek, który pragnie manifestacji swej siły.
Pewnego razu Ilja wyrusza w góry by spotkać tam Światogora i sprowadzić go do grodu Iwana. Podczas spaceru obaj herosi znajdują jednak grób, na którym widnieje napis: "Ten grobowiec czeka tu na tego, dla którego jest przygotowany!" Aby sprawdzić przepowiednię, w grobie kładzie się Światogor i umiera przykryty kamiennym wiekiem. Ilja, zrozpaczony iż pochował ducha narodu ruskiego zmienia się nie do poznania i nazywa siebie Michałem Zaleszaninem. Kiedy Ilja wraca na dwór Iwana, zostaje uznany za obcego i uwięziony w piwnicy (wkrótce okazuje się, że była to zdradza ze strony cara). Tam bohater oddaje się lekturze Ewangelii.
Wkrótce na Ruś przybywają zbrojne oddziały dwudziestu heretyckich narodów na czele z Bestią, które przewidział św. Jan w Apokalipsie. Iwan jest bezbronny, więc uwalnia Ilję. Ten z kolei, co prawda nie wybacza carowi, ale postanawia udowodnić swoją potęgę i wyższość w walce ze złem (pomagają mu przy tym bogowie górskich lodowców). Po zaciętej walce Ruś zostaje uratowana. Kiedy jednak jeden z bohaterów, Alosza Popowicz, wykrzykuje w przypływie woli mocy: my diabelską siłę zwyciężyli, my zwyciężym i siłę niebieską, Bóg wpada w gniew i zsyła na herosów wieczną niemoc od nadmiaru mocy.